# دوناتو جيانكولا
دوناتو جيانكولا (بالإنجليزية: Donato Giancola)‏ هو رسام أمريكي، ولد في 1967 في كولشستر في الولايات المتحدة.

## وصلات خارجية
- الموقع الرسمي